# قرار الجمعية العامة للأمم المتحدة 31/72
أحال قرار الجمعية العامة للأمم المتحدة 31/72 اتفاقية حظر استخدام تقنيات التغيير في البيئة لأغراض عسكرية أو لأية أغراض عدائية أخرى (ENMOD) «إلى جميع الدول للنظر فيها وتوقيعها والتصديق عليها». تم تبني القرار في 10 ديسمبر 1976 في الدورة الحادية والثلاثين للجمعية العامة للأمم المتحدة. تهدف الاتفاقية إلى حظر الاستخدام العسكري أو غيره من الأساليب العدائية لتقنيات التعديل البيئي التي لها تأثيرات واسعة النطاق أو طويلة الأمد أو شديدة الخطورة. ودخلت الاتفاقية حيز التنفيذ في 5 أكتوبر 1978.

## التاريخ
وفقًا للرواية التاريخية لوزارة الخارجية الأمريكية، «على الرغم من أن استخدام تقنيات التعديل البيئي لأغراض عدائية لا يلعب دورًا رئيسيًا في التخطيط العسكري في الوقت الحالي»، فقد سعت حكومة الولايات المتحدة إلى تطوير مثل هذه التقنيات في في المستقبل و «ستشكل تهديدًا بحدوث أضرار جسيمة ما لم يتم اتخاذ إجراء لحظر استخدامها». وفقًا لذلك، في يوليو 1972، تخلت حكومة الولايات المتحدة عن استخدام تقنيات تعديل المناخ لأغراض عدائية، حتى لو ثبت أن تطويرها ممكن في المستقبل. وفي العام التالي دعوا إلى اتفاق دولي لتجنب الاستخدام العسكري للتعديلات البيئية والجيوفيزيائية، وبعد استكشاف الاستخدامات الممكنة، تواصلوا مع الاتحاد السوفيتي السابق (اتحاد الجمهوريات الاشتراكية السوفياتية). في عامي 1974 و1975 عقد الرئيس الأمريكي ريتشارد نيكسون والأمين العام السوفيتي ليونيد بريجنيف ثلاث مجموعات من المناقشات حول هذه القضية. وفي عام 1975، بدأت البلدان بالتفاوض على شروط محددة في مؤتمر لجنة نزع السلاح (CCD). وتم الانتهاء من النص النهائي في عام 1976، وتم إرسال النص المتفق عليه إلى الجمعية العامة للأمم المتحدة للنظر فيه خلال دورة الخريف. وفي 10 ديسمبر 1976، تمت الموافقة على القرار بأغلبية 96 صوتًا مقابل 8 أصوات وامتناع 30 عن التصويت.

## تقنية التعديل البيئي
في نص المعاهدة يتم تعريف «تقنية التعديل البيئي» على النحو التالي: